# Hugo Foigelman
Hugo Foigelman (Buenos Aires, 10 de junio de 1963) es un músico y compositor argentino. Está considerado uno de los músicos más influyentes y reconocidos del rock electrónico en Sudamérica. Trascendió su popularidad con el grupo Los Encargados, considerado el primer grupo tecno-pop de la Argentina.
Característico de su estilo es el uso de recursos del jazz y la música tonal del siglo XX en canciones de formato “pop”, como acordes con 9.ª, con 13.ª o escalas por tonos. También la escritura poética basada en textos modificados.

## Biografía
Nacido y criado en el barrio de Caballito, en la ciudad de Buenos Aires.
En 1972 comenzó a estudiar piano con Perla Brúgola, en el conservatorio municipal “Manuel de Falla”. Terminó su carrera en el Conservatorio Nacional “Carlos López Buchardo”.
En 1977 ofreció sus primeros conciertos como pianista en Radio Municipal y en el centro cultural Teatro San Martín.
En 1979 conoció a Daniel Melero  y Eduardo Galimany, con quienes compuso y grabó diferentes temas. En noviembre de 1981 ofrecieron un recital bajo el nombre “Graffitti”, en el (desaparecido) Auditorio de Buenos Aires.
En 1982/83 cumplió servicio militar; fue trasladado al TOAS.
Siguió grabando material original y versiones con Eduardo Galimany y con Daniel Melero. En 1985 volvió a tocar sintetizadores, máquinas de ritmo y secuenciadores en Los Encargados, con los que registró Silencio en 1986. En 1987 grabó con Daniel Melero “Conga”. Paralelamente se presentó en ocasiones con Vivi Tellas, bajo el nombre “Los Judíos”, y con “Mimilocos”.
A comienzos de los 90 se retiró de la escena del rock para finalizar sus estudios, enseñar y viajar. Ocasionalmente ofreció conciertos como solista y en conjuntos de cámara, en Buenos Aires y Madrid.
El año 2002 se radicó en Madrid donde trabajó principalmente en la Escuela de Música Creativa. Compuso y registró con Eduardo Galimany varias series de música cantada e instrumental.

## Discografía

### Con Los Encargados
- Silencio (1986)

### En colaboración
- Conga (1988)[6]

## Temas en coautoría
Foigelman-Galimany-Melero:
1. El hombre seductor
2. Dada en el cuadro
3. Tengo amigos en el fondo del mar
4. La casa se derrumba
5. Caminando limpio bajo la lluvia
6. Vanidades del amor
7. Estás drogada

Foigelman-Galimany:
1. Suburbios
2. Entre las hadas
3. Ella me dijo
4. Twonpeaks

Foigelman-Galimany-Rosas:
1. Amnesia
2. La ostra

Fiori-Foigelman-Melero:
1. Región
2. Villegas
3. Le Caine

Foigelman-Melero:
1. Todo será